# Spedizione perduta di Franklin
La spedizione perduta di Franklin fu un viaggio di esplorazione artica guidato dal capitano sir John Franklin, partito dall'Inghilterra il 19 maggio 1845, nel quale nessuno dei membri della spedizione venne mai ritrovato. Oltre a Franklin, l'equipaggio contava 128 uomini.
Franklin, ufficiale della Marina britannica ed esperto esploratore, aveva già preso parte a tre precedenti spedizioni artiche, le ultime due come comandante in capo. Con la sua quarta e ultima, che intraprese all'età di cinquantanove anni, si proponeva di attraversare l'ultimo tratto del passaggio a nord-ovest, fino ad allora mai percorso. Dopo alcune traversie, le due imbarcazioni sotto il suo comando rimasero bloccate dai ghiacci nello stretto di Vittoria, nei pressi dell'Isola di Re Guglielmo nell'Artico canadese.
Spinto dalle pressioni della moglie del capitano Jane Griffin e di altri, nel 1848 l'Ammiragliato diede il via alle ricerche della spedizione scomparsa. Spinte sia dalla fama di Franklin, che dalla ricompensa promessa dall'Ammiragliato a chi lo avesse ritrovato, diverse spedizioni si misero sulle sue tracce; a un certo punto, nel 1850, undici imbarcazioni britanniche e due statunitensi erano impegnate nelle ricerche. Diverse di queste imbarcazioni si diressero sulla costa orientale dell'Isola di Beechey, dove vennero trovati i primi resti della spedizione, tra cui le tombe di tre membri dell'equipaggio. Nel 1854 l'esploratore John Rae, mentre si trovava vicino alle coste dell'Artico canadese nei pressi dell'Isola Principe di Galles, raccolse presso alcuni Inuit dei reperti della spedizione di Franklin e alcuni racconti sulla loro possibile sorte. Nel 1859 un'altra missione di ricerca, guidata da Francis Leopold McClintock, trovò sull'isola di Re Guglielmo un messaggio abbandonato con delle indicazioni sul destino della spedizione. Le ricerche continuarono per la maggior parte del XIX secolo.
Nel 1981, un gruppo di scienziati guidato da Owen Beattie, professore di antropologia dell'Università dell'Alberta, eseguì una serie di analisi scientifiche sulle tombe, sui corpi e sugli altri reperti lasciati dai membri della spedizione Franklin sull'isola di Beechey e di Re Guglielmo. Conclusero che gli uomini, le cui tombe erano state ritrovate sull'isola di Beechey, erano molto probabilmente morti di polmonite o forse di tubercolosi e che il loro stato di salute poteva essere stato aggravato da un avvelenamento da piombo dovuto alla saldatura difettosa delle scatole di cibo in dotazione alla spedizione. In seguito è stata avanzata l'ipotesi che tale avvelenamento non sia dipeso dal cibo in scatola, ma dal sistema di desalinizzazione dell'acqua con cui erano state equipaggiate le due navi della spedizione. Segni di tagli su ossa umane trovate sull'isola di Re Guglielmo sono stati interpretati come indizi di episodi di cannibalismo. Il complesso degli studi effettuati, suggerisce che l'ipotermia, la fame, l'avvelenamento da piombo e le malattie (tra le quali lo scorbuto) e in generale le condizioni ambientali estremamente ostili, affrontate senza un equipaggiamento e un'alimentazione adeguati, finirono per uccidere tutti i membri della spedizione.
Dopo la scomparsa della spedizione, i media vittoriani, nonostante il suo evidente fallimento e i resoconti che parlavano di cannibalismo, dipinsero Franklin come un eroe. Furono scritte canzoni in suo onore e vennero erette statue che gli attribuivano la scoperta del passaggio a nord-ovest. La spedizione perduta di Franklin è stata soggetto di diverse opere d'arte, come canzoni, poesie, racconti e romanzi; è stata inoltre più volte raccontata da documentari televisivi. La serie televisiva The Terror riproduce in chiave horror la spedizione di Franklin.

## Premesse

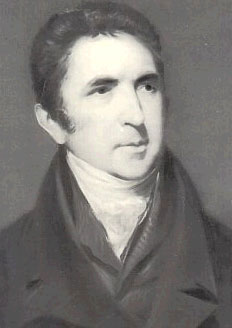
Sir John Barrow, il quale, durante il lungo periodo in cui mantenne la carica di Secondo Segretario dell'Ammiragliato, favorì i viaggi di esplorazione artica.

La ricerca da parte degli europei di una via marittima più breve per passare dall'Europa all'Asia nell'emisfero nord era iniziata con i viaggi di Cristoforo Colombo nel 1492 ed era proseguita fino alla metà del XIX secolo con una lunga serie di spedizioni di esplorazione, organizzate principalmente in Inghilterra. Tali spedizioni, quando ottenevano un qualche tipo di successo, aumentavano il livello di conoscenza geografica degli europei, in particolare dell'America settentrionale.
Tra gli esploratori che nel XVI e XVII secolo effettuarono significative scoperte geografiche in Nordamerica si ricordano Martin Frobisher, John Davis, Henry Hudson e William Baffin. Nel 1670 la costituzione della Compagnia della Baia di Hudson comportò ulteriori esplorazioni delle coste e dell'interno canadesi, nonché dei mari artici. Nel XVIII secolo entrarono in azione altri esploratori, come James Knight, Christopher Middleton, Samuel Hearne, James Cook, Alexander Mackenzie e George Vancouver. Entro il 1800, le loro scoperte avevano dimostrato che, in zone sufficientemente temperate e percorribili da navi, non esisteva alcun passaggio a nord-ovest tra l'Oceano Atlantico e il Pacifico.
Nel 1804, Sir John Barrow diventò Secondo Segretario dell'Ammiragliato, posizione che mantenne fino al 1845, e spinse la Marina britannica a cercare di completare il passaggio a nord-ovest a nord del Canada e a navigare verso il Polo nord. Per i quattro decenni seguenti, esploratori come John Ross, David Buchan, William Edward Parry, Frederick William Beechey, James Clark Ross, George Back, Peter Warren Dease e Thomas Simpson effettuarono proficue spedizioni nell'Artico canadese. Tra questi vi era anche John Franklin, comandante in seconda di una spedizione polare a bordo della Dorothea e della Trent nel 1818 e capo di spedizioni terrestri sulle coste artiche canadesi nel 1819-22 e 1825-27. Entro il 1845, le scoperte combinate di tutte queste spedizioni avevano ridotto la parte ancora sconosciuta dell'Artico canadese ad un quadrilatero di circa 180.000 km². Era proprio verso questa zona che Franklin intendeva fare vela, dirigendosi verso ovest attraverso lo Stretto di Lancaster, per quindi prendere verso sud-ovest a seconda di come il ghiaccio, la terra e gli altri ostacoli l'avessero consentito, per completare il passaggio a nord-ovest. Prevedeva di dover coprire una distanza approssimativamente di 1670 km.

## I preparativi

### Il comando

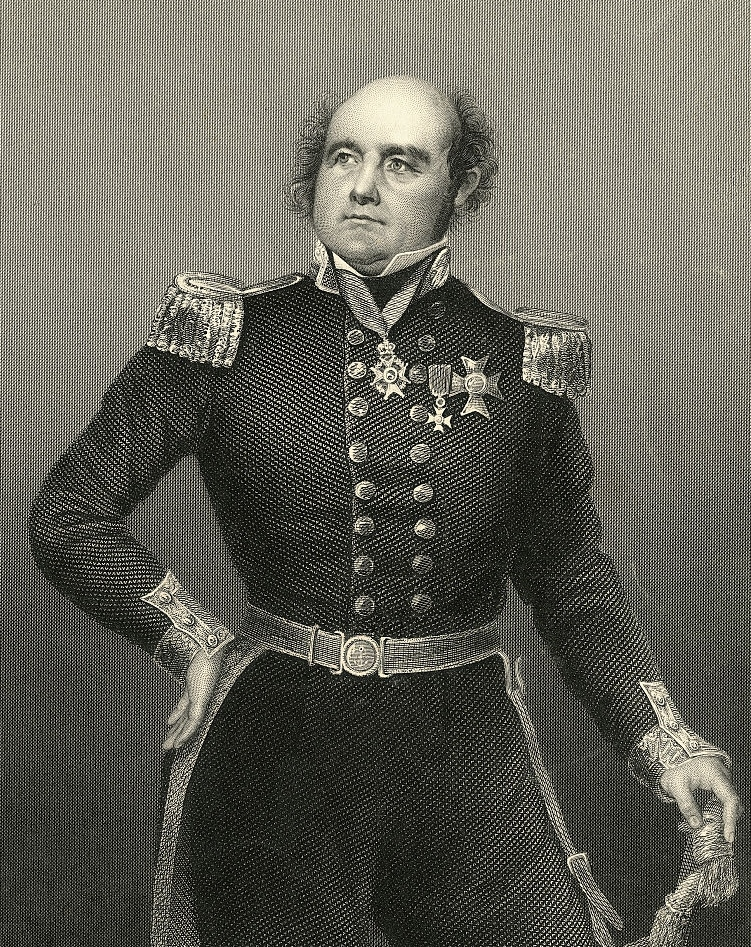
Ritratto di Sir John Franklin.

All'epoca della scomparsa della spedizione di Franklin, John Barrow aveva ottantadue anni ed era vicino alla fine della sua carriera. Doveva allora decidere chi avrebbe dovuto comandare la spedizione per completare il passaggio a nord-ovest e forse trovare anche il tanto cercato Mare polare aperto libero dai ghiacci, della cui esistenza Barrow stesso era convinto.
L'ammiraglio Parry, la sua prima scelta, era stanco dell'Artico e declinò cortesemente l'offerta. Anche la sua seconda scelta, l'esploratore James Clark Ross, rifiutò l'incarico perché aveva promesso alla sua nuova moglie di smettere con le spedizioni artiche. James Fitzjames, la terza scelta di Barrow, venne respinto dall'Ammiragliato perché considerato troppo giovane. Barrow prese in considerazione anche George Back, ma valutò che avesse una personalità troppo spiccata e polemica per condurre la spedizione. L'esploratore Francis Crozier, un altro candidato, era uomo di origini molto umili e di discendenza irlandese, fatto che giocò contro di lui. Pur non molto convinto, Barrow ripiegò quindi sul cinquantanovenne Franklin.
La spedizione venne allestita con due navi, la HMS Erebus e la HMS Terror, le quali erano già state utilizzate nelle zone antartiche da James Clark Ross. A Fitzjames venne affidato il comando della Erebus, mentre Crozier, che aveva comandato la Terror durante la spedizione antartica con Ross del 1841-1844, fu nominato vice comandante della spedizione e comandante della Terror. Franklin ricevette l'incarico di dirigere la spedizione il 7 febbraio 1845 e le istruzioni ufficiali gli vennero consegnate il 5 maggio dello stesso anno.

### Le navi, l'equipaggio e le provviste

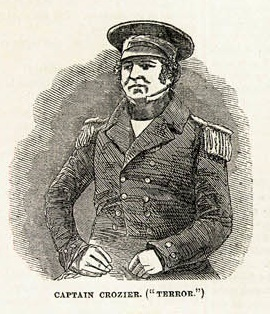
Il capitano F.R.M. Crozier, vice comandante della spedizione, al comando della HMS Terror.

La Erebus  e la Terror erano navi molto robuste ed equipaggiate con nuove invenzioni. Il motore a vapore della Erebus era stato fornito dalle Ferrovie di Londra e Greenwich mentre quello della Terror probabilmente dalle Ferrovie di Londra e Birmingham. Le navi potevano, con la sola propulsione a motore, mantenere una velocità di quattro nodi. Tra le altre tecnologie all'avanguardia di cui disponevano c'erano la prua rinforzata con placche di ferro, un sistema di riscaldamento interno a vapore per il benessere dell'equipaggio, eliche a vite e timoni di ferro che potevano essere ritirati all'interno di protezioni, sempre in ferro. A bordo erano disponibili biblioteche con più di 1.000 volumi, mentre le cambuse contenevano razioni di alimenti conservati o in scatola sufficienti per tre anni. Inoltre esisteva un rudimentale sistema di dissalazione dell'acqua marina. 
Sfortunatamente gli alimenti in scatola erano stati procurati da un fornitore al ribasso, Stephen Goldner, che aveva ottenuto il contratto il 1º aprile 1845, solo sette settimane prima della partenza. Goldner lavorò molto di fretta per produrre le ottomila scatole che gli erano state ordinate e, in seguito, si scoprì che aveva usato piombo per le saldature che risultarono «rozze e grossolane, e il piombo era colato all'interno come la cera fusa sgocciola dalle candele.»
La maggior parte dell'equipaggio era composto da inglesi, molti dei quali dalle regioni del nord; c'era inoltre un certo numero di scozzesi e irlandesi. Oltre a Franklin e Crozier, i soli altri ufficiali ad aver esperienza delle regioni artiche erano un assistente chirurgo e i due esperti di ghiaccio.

## La scomparsa
La spedizione partì da Greenhithe, in Inghilterra, la mattina del 19 maggio 1845; ne facevano parte 24 ufficiali e 110 uomini di equipaggio. Le navi fecero una breve sosta nella baia di Stromness, nelle Isole Orcadi a nord della Scozia, quindi ripartirono alla volta della Groenlandia accompagnate da un'altra nave militare, la HMS Rattler, e da una nave da trasporto, la Barretto Junior.

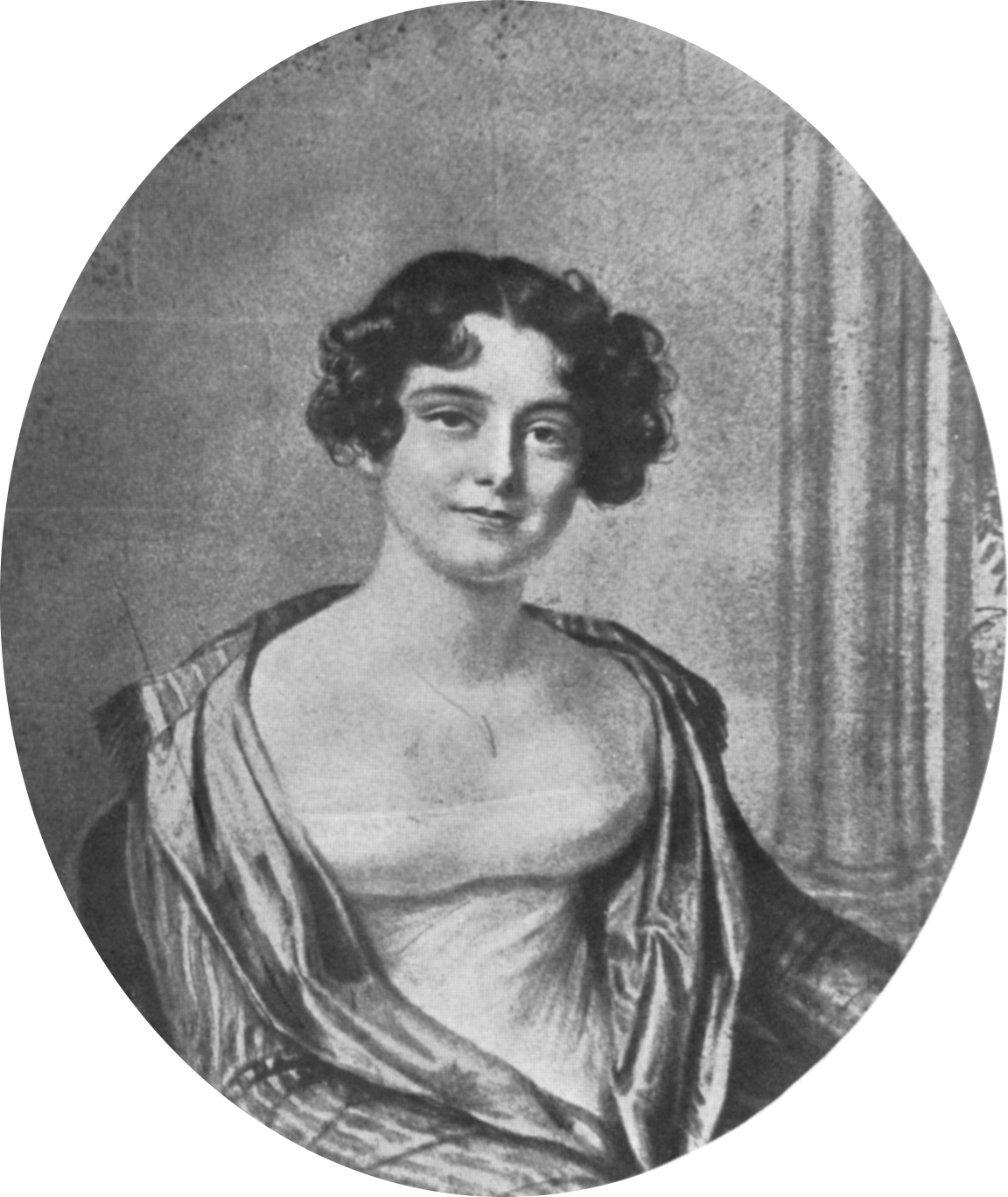
Ritratto di Jane Griffin (in seguito Lady Jane Franklin), all'età di 24 anni nel 1815. Sposò John Franklin nel 1828, l'anno precedente alla sua nomina a Cavaliere.

Nei pressi delle isole Whalefish, nella baia di Disko sulla costa occidentale della Groenlandia, vennero macellati 10 buoi caricati sul mercantile per ottenere una provvista di carne fresca; le provviste vennero trasferite sulla Erebus e sulla Terror e gli uomini scrissero le loro ultime lettere ai familiari. Prima della partenza, cinque uomini furono congedati e mandati a casa sulla Rattler e sulla Barretto Junior, riducendo il numero finale dei membri della spedizione a 129. La spedizione venne vista per l'ultima volta da occhi europei all'inizio dell'agosto 1845, quando il capitano Dannett della baleniera Prince of Wales e il capitano Robert Martin della baleniera Enterprise incontrarono la Terror e la Erebus nella Baia di Baffin mentre attendevano le condizioni favorevoli per attraversare lo Stretto di Lancaster.
Nei successivi 150 anni, altre spedizioni, esploratori e scienziati avrebbero cercato di ricostruire che cosa fosse accaduto da allora in poi. Gli uomini di Franklin trascorsero l'inverno del 1845-46 sull'isola di Beechey, dove tre membri dell'equipaggio morirono e vennero sepolti. La Terror e la Erebus nel settembre 1846 rimasero intrappolate dal ghiaccio al largo dell'isola di Re Guglielmo e non riuscirono più a liberarsi. Secondo un biglietto datato 25 aprile 1848 e lasciato sull'isola da Fitzjames e Crozier, Franklin era morto l'11 giugno 1847; il gruppo aveva passato gli inverni 1846-47 e 1847-48 sull'isola di Re Guglielmo e i superstiti il 26 aprile 1848 avevano deciso di dirigersi a piedi verso il fiume Back nel Canada continentale. A quel punto erano già morti nove ufficiali e 15 uomini dell'equipaggio; il resto del gruppo sarebbe morto lungo il cammino, la maggior parte sull'isola e altri trenta o quaranta sulla costa o nell'entroterra canadese, a centinaia di chilometri di distanza dal più vicino avamposto occidentale.

## Le prime ricerche

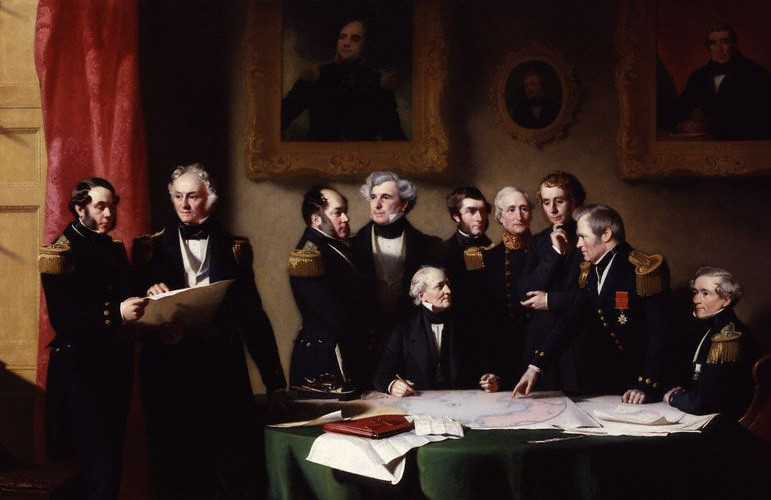
Il Consiglio Artico pianifica la ricerca di Sir John Franklin, dipinto di Stephen Pearce (1851)

Trascorsi due anni senza alcuna notizia di Franklin, si diffuse una certa preoccupazione e Lady Jane Griffin Franklin, insieme a membri del Parlamento e ai giornali britannici, fece pressione sull'Ammiragliato affinché inviasse una squadra di ricerca.
 L'Ammiragliato organizzò quindi un piano per muoversi su tre fronti diversi che venne messo in pratica nella primavera del 1848. Fu inviato un gruppo di soccorso via terra, guidato da Sir John Richardson e John Rae, che discese il fiume Mackenzie fino alla costa artica. Furono inoltre organizzate due spedizioni via mare; la prima entrò nell'arcipelago artico canadese passando per lo Stretto di Lancaster, mentre la seconda arrivò dal lato dell'Oceano Pacifico. Inoltre l'Ammiragliato mise in palio una ricompensa di 20.000 sterline «per qualsiasi spedizione, di qualsiasi paese, che porterà aiuto agli uomini delle navi da esplorazione sotto il comando di Sir John Franklin». Dopo che la triplice spedizione si risolse in un fallimento, la preoccupazione nel Regno Unito e l'interesse per l'Artico aumentarono fino al punto che «trovare Franklin si trasformò in qualcosa di molto simile ad una crociata». Canzoni popolari come Lady Franklin's Lament, che celebrava la ricerca di Lady Franklin del marito scomparso, diventarono estremamente diffuse.
Molte persone decisero di unirsi alla ricerca. Nel 1850 l'Artico canadese venne perlustrato da undici imbarcazioni britanniche e due statunitensi. Jane Griffin armò a sue spese cinque navi, fra il 1850 e il 1857, per ritrovare suo marito. Molte di queste si diressero al largo della costa orientale dell'Isola di Beechey, dove furono trovate le prime vestigia della spedizione, tra cui i resti dell'accampamento invernale del 1845-46 e le tombe di John Torrington (1825-1846), John Hartnell e William Braine. Sul posto però non venne trovato alcun messaggio lasciato dalla spedizione.

## Le ricerche via terra

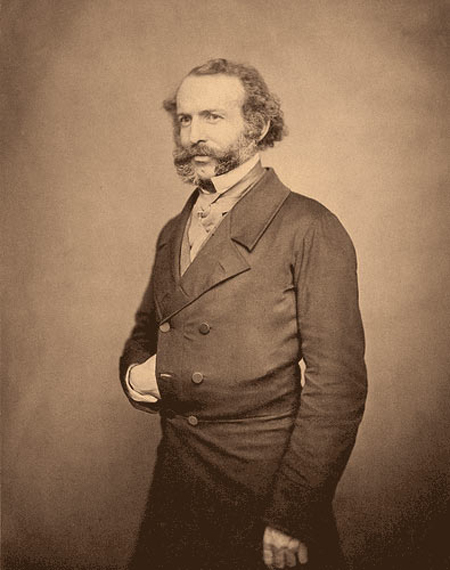
John Rae trovò presso gli Inuit i primi resti della spedizione Franklin e riferì i racconti di morte per inedia e cannibalismo tra gli uomini in agonia.

Nel 1854 John Rae mentre effettuava rilevamenti nella Boothia per conto della Compagnia della Baia di Hudson (HBC) scoprì ulteriori prove del triste destino degli esploratori scomparsi. Il 21 aprile 1854 Rae incontrò un Inuk nei pressi di Pelly Bay (l'attuale Kugaaruk, Nunavut), che gli raccontò di un gruppo di 35/40 uomini bianchi che erano morti di stenti vicino alla foce del fiume Back. Successivamente, altri Inuit confermarono la storia, aggiungendo ulteriori particolari relativi al fatto che i marinai in fin di vita erano ricorsi anche al cannibalismo. Gli Inuit mostrarono a Rae alcuni oggetti, i quali furono riconosciuti come appartenenti a Franklin e ai suoi uomini. In particolare Rae acquistò dagli Inuit di Pelly Bay diversi cucchiai e forchette d'argento che in seguito si stabilì essere appartenute a Fitzjames, Crozier, Franklin e Robert Osmer Sargent, un ufficiale della Erebus. La relazione di Rae venne inviata all'Ammiragliato che, nell'ottobre 1854 fece pressione sull'HBC affinché inviasse una spedizione lungo il Back per cercare altre tracce di Franklin e dei suoi uomini
La ricerca successiva venne quindi effettuata dal dirigente della HBC James Anderson con l'impiegato della compagnia James Stewart, che si diressero verso nord in canoa fino alla foce del Back. Nel luglio 1855 una tribù di Inuit raccontò loro di un gruppo di qallunaat (vocabolo Inuit con cui si definivano i bianchi) che era morto di fame e stenti lungo la costa. In agosto Anderson e Stewart trovarono un pezzo di legno con intagliata la scritta Erebus ed un altro dove era scritto Mr. Stanley (nome del chirurgo di bordo della Erebus) sull'Isola Montreal nella Baia di Chantrey, dove il fiume Back incontra il mare.
Malgrado le scoperte di Rae e Anderson, l'Ammiragliato decise di non organizzare un'altra ricerca. La Gran Bretagna dichiarò gli uomini ufficialmente morti in servizio il 31 marzo 1854. Lady Franklin, non essendo riuscita a convincere il governo a finanziare un'altra spedizione, ne organizzò un'ultima personalmente, affidata al comando di Francis Leopold McClintock. L'imbarcazione per la spedizione, lo schooner a vapore Fox, acquistato grazie ad una sottoscrizione pubblica, salpò da Aberdeen il 2 luglio 1857.

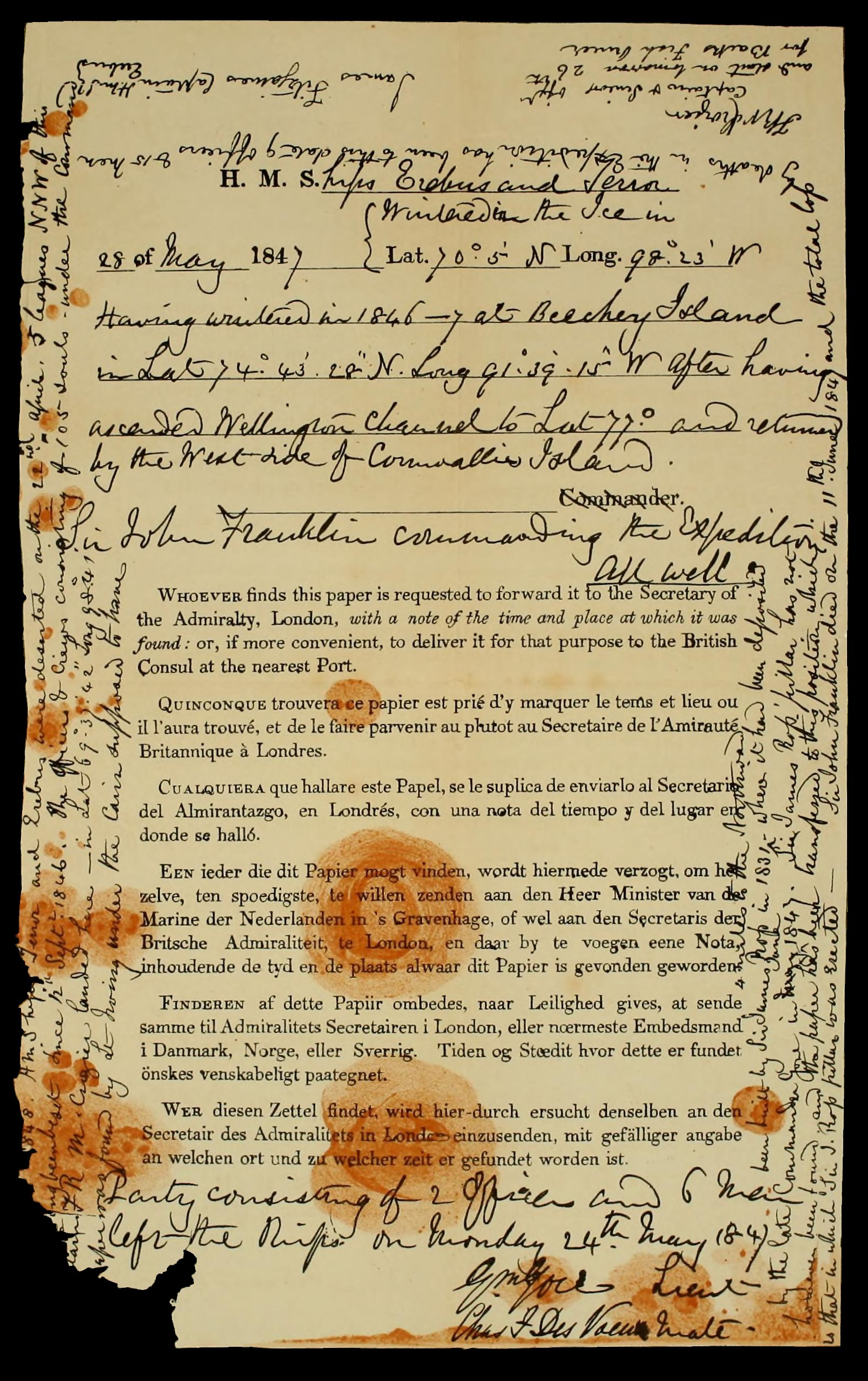
Il biglietto trovato da McClintock nel maggio 1859 sotto un cairn nella Baia di Back, sull'isola di Re Guglielmo, che spiega la fine della spedizione Franklin.

Nell'aprile 1859 una squadra a bordo di slitte lasciò la Fox per effettuare ricerche sull'isola di Re Guglielmo. Il 5 maggio il gruppo, guidato dal tenente di vascello William Hobson trovò sotto un cairn un documento lasciato da Crozier e Fitzjames. Conteneva due messaggi: il primo, datato 28 maggio 1847, diceva che la Erebus e la Terror avevano svernato tra i ghiacci sulla costa nordoccidentale dell'isola, mentre avevano passato l'inverno precedente sull'Isola di Beechey dopo aver circumnavigato l'Isola Cornwallis. Il messaggio diceva: «Sir John Franklin comanda la spedizione. Tutto bene» Il secondo messaggio, scritto sui margini dello stesso foglio di carta, era molto più sinistro. Datato 25 aprile 1848, riferiva che la Erebus e la Terror erano rimaste intrappolate dal ghiaccio per un anno e mezzo e che l'equipaggio le aveva abbandonate il 22 aprile. Ventiquattro uomini tra ufficiali e ciurma erano morti, tra i quali Franklin, perito l'11 giugno 1847, solo due settimane dopo la stesura del primo messaggio. Crozier aveva preso il comando della spedizione e i 105 sopravvissuti avevano deciso di partire il giorno seguente dirigendosi a sud verso il fiume Back.
L'annotazione conteneva errori significativi; in particolare la data dell'accampamento invernale sull'Isola di Beechey è errata e segnalata come 1846-47 invece di 1845-46.
La spedizione McClintock inoltre trovò uno scheletro umano sulla costa meridionale dell'isola di Re Guglielmo. Il corpo era ancora vestito, venne frugato e su di esso si trovarono alcuni documenti, tra cui il tesserino del sottufficiale Henry Peglar (nato nel 1808), addetto alla coffa di trinchetto della HMS Terror. Tuttavia, dal momento che l'uniforme era quella di un cambusiere, è probabile che in realtà il corpo fosse di Thomas Armitage, addetto alla stiva delle armi della Terror e compagno di bordo di Peglar, del quale portava i documenti. In un altro luogo sull'estremità occidentale dell'isola, Hobson scoprì una scialuppa di salvataggio che conteneva due scheletri e altri resti della spedizione Franklin. Nella barca c'era una grande quantità di equipaggiamento, ma si trattava di una selezione di oggetti davvero bizzarra che comprendeva stivali, fazzoletti di seta, sapone profumato, posateria d'argento, spugne, pantofole, sigari, pettini, spazzole e libri, tra cui una copia di Il vicario di Wakefield di Oliver Goldsmith. Anche McClintock raccolse testimonianze di Inuit, riguardo alla disastrosa fine della spedizione.

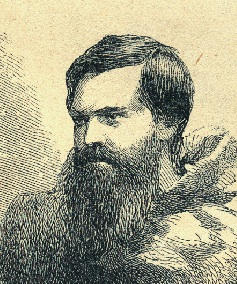
Charles Francis Hall

Tra il 1860 e il 1869 due spedizioni guidate da Charles Francis Hall, che visse presso gli Inuit prima vicino alla Baia di Frobisher sull'Isola di Baffin e in seguito a Repulse Bay nel Canada continentale, trovarono tracce di accampamenti, tombe e resti vari sulla costa meridionale dell'isola di Re Guglielmo, ma nessuno dei superstiti della spedizione Franklin che Hall credeva di poter trovare tra gli Inuit. Pur rassegnato al fatto che tutti gli uomini di Franklin erano morti, rimase convinto che dei documenti ufficiali della spedizione avrebbero ancora potuto essere scoperti sotto un cairn. Con l'aiuto delle sue guide Ebierbing e Tookoolito, Hall raccolse centinaia di pagine di testimonianze di Inuit. Tra questo materiale si trovano racconti di visite alle navi di Franklin e di un incontro con un gruppo di bianchi sulla costa meridionale dell'isola di Re Guglielmo, nei pressi della Baia di Washington. Negli anni 1990, queste testimonianze vennero analizzate a fondo da David C. Woodman che ne fece le basi dei suoi due libri Unravelling the Franklin Mystery (1992) e Strangers Among Us (1995), nei quali ricostruisce gli ultimi mesi della spedizione.
La speranza di ritrovare i documenti perduti spinse il tenente di vascello dell'esercito degli Stati Uniti Frederick Schwatka ad organizzare una spedizione sull'isola tra il 1878 e il 1880. Dopo aver attraversato la Baia di Hudson a bordo dello schooner Eothen, Schwatka, che aveva messo insieme una squadra che comprendeva gli Inuit che avevano aiutato Hall, proseguì verso nord a piedi e con slitte trainate da cani, intervistando gli inuit e visitando i luoghi dove si sapeva o era probabile vi fossero i resti della spedizione Franklin, trascorrendo l'inverno sull'isola di Re Guglielmo. Schwatka non riuscì a trovare le agognate carte, ma in un discorso tenuto durante una cena in suo onore organizzata nel 1880 dall'American Geographical Society osservò che la sua spedizione aveva fatto «il più lungo viaggio via slitta sia per quanto riguarda la durata sia per la strada percorsa» in quanto era durato 11 mesi e quattro giorni in cui erano stati percorsi 4.360 km; disse anche che era stata la prima spedizione artica in cui i bianchi avevano adottato interamente la dieta e lo stile di vita degli Inuit, e che i possibili documenti della spedizione Franklin erano da considerarsi perduti «oltre ogni ragionevole dubbio». La spedizione Schwatka non trovò alcuna traccia della spedizione Franklin più a sud di un luogo chiamato Starvation Cove ("Baia della fame") sulla Penisola di Adelaide. Tale luogo si trova molto più a nord della meta fissata da Crozier, il fiume Back, e a molte centinaia di chilometri di distanza dal più vicino avamposto occidentale, che si trovava sul Grande Lago degli Schiavi. Woodman scrisse che, secondo alcune relazioni di Inuit, fra il 1852 e il 1858 Crozier e un altro membro della spedizione erano stati visti nella zona del Baker Lake, circa 400 km a sud, dove nel 1948 Farley Mowat trovò «un cairn molto antico, non costruito nella tradizionale maniera eschimese» dentro il quale vi erano schegge di una scatola di legno massiccio con giunti a coda di rondine.

## Le spedizioni scientifiche

### Gli scavi sull'Isola di Re Guglielmo (1981-82)
Nel giugno 1981 Owen Beattie, professore di antropologia della University of Alberta, diede il via al Franklin Expedition Forensic Anthropology Project (FEFAP) quando lui e la sua squadra di assistenti andarono da Edmonton sull'Isola di Re Guglielmo, attraversando la costa occidentale dell'isola come avevano fatto gli uomini di Franklin 132 anni prima. Il FEFAP sperava di trovare manufatti e resti umani per poterli sottoporre alle moderne tecniche di medicina forense, in modo da stabilire le possibili cause di morte dei 129 uomini scomparsi..
La spedizione trovò in effetti reperti archeologici riconducibili agli europei del XIX secolo e resti umani non ancora scoperti, ma Beattie rimase deluso dalla loro scarsa quantità. Esaminando le ossa dei componenti della ciurma di Franklin notò tracce tipiche dei casi di carenza di vitamina C, la causa dello scorbuto. Rientrato a Edmonton riesaminò lo proprie annotazioni con James Savelle, un archeologo artico, e notò che dei segni sulle ossa suggerivano che fosse stato praticato il cannibalismo. Cercando informazioni sulla salute degli uomini di Franklin e sulla loro dieta, mandò dei campioni di ossa all'Alberta Soil and Feed Testing Laboratory perché venissero analizzate, e mise insieme un'altra squadra per tornare sull'Isola di Re Guglielmo. Le analisi rivelarono l'inaspettato livello di 226 parti per milione di piombo nelle ossa degli uomini di Franklin, un livello dieci volte più elevato di quello del gruppo di controllo composto da ossa di Inuit della zona, che era di 26-36 parti per milione.
Nel giugno 1982 un gruppo composto da Beattie, Walt Kowall (specializzando in antropologia dell'University of Alberta), Arne Carlson (archeologo e studente di geografia della Simon Fraser University) e Arsien Tungilik (uno studente Inuit assistente di campo), volò sulla costa occidentale dell'isola di Re Guglielmo dove ripercorse parte del viaggio di McClintock del 1859 e di quello di Schwatka del 1878-79.. In questa spedizione furono scoperti i resti di vari uomini, un numero fra sei e quattordici, nei paraggi del luogo in cui McClintock aveva trovato la scialuppa, e vari manufatti, tra cui la suola di uno stivale a cui erano state applicate delle assicelle di legno per cercare di avere una migliore presa sulla neve.

### Gli scavi e le esumazioni sull'Isola di Beechey (1984 e 1986)
Dopo essere tornato ad Edmonton nel 1982 ed essere venuto a sapere del livello di piombo contenuto nei resti trovati dalla spedizione del 1981, Beattie cercò tenacemente di scoprirne il motivo. Tra le possibilità c'erano il piombo fuso impiegato per saldare le latte di cibo in scatola usato dalla spedizione, altri contenitori per il cibo fatti con lamine di piombo, coloranti alimentari, derivati del tabacco, servizi da tavola in peltro e candele di scarsa qualità che contenevano piombo. Beattie iniziò a sospettare che i problemi derivanti dall'avvelenamento da piombo combinati con gli effetti dello scorbuto potevano essersi rivelati letali per la ciurma di Franklin. Tuttavia, dal momento che il piombo contenuto nelle ossa poteva essersi accumulato nel corso dell'intera vita della persona e non solo durante il viaggio, la teoria di Beattie poteva essere convalidata solo da analisi forensi di tessuti molli da confrontare con quelle delle ossa. Il professore decise così di esaminare le tombe degli uomini sepolti sull'Isola di Beechey

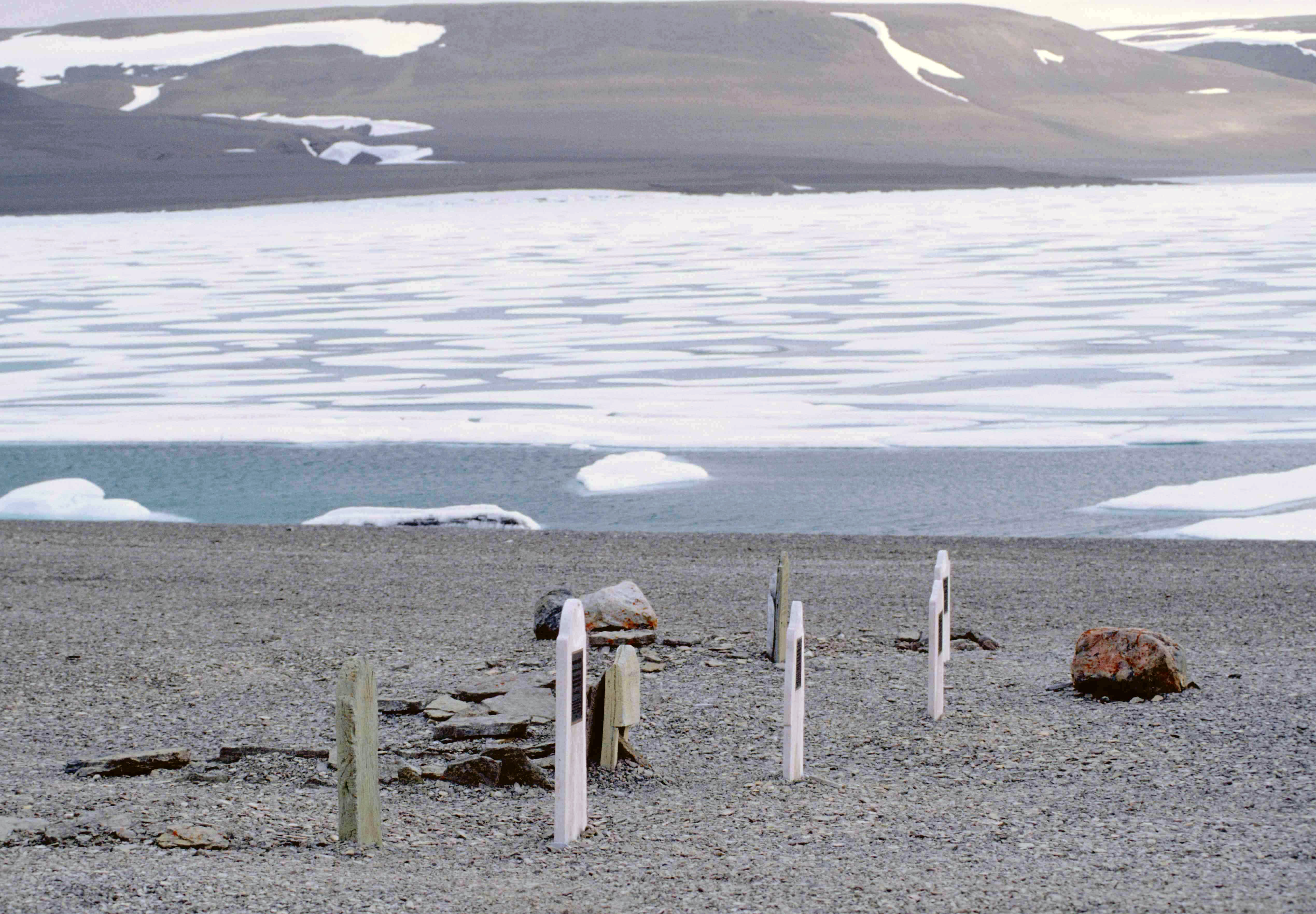
Le tombe degli uomini della spedizione sepolti sull'Isola di Beechey (2004)

Ottenuti i permessi legali, la squadra di Beattie si recò sull'Isola di Beechey nell'agosto 1984 per eseguire delle autopsie sui tre corpi lì sepolti. Iniziarono con il corpo del primo uomo a morire, il capo fuochista John Shaw Torrington. Eseguita l'autopsia di Torrington e dopo aver riesumato ed esaminato rapidamente il corpo di John Hartnell, la squadra, a corto di tempo e minacciata dalle condizioni atmosferiche, rientrò ad Edmonton con campioni di ossa e tessuti. L'analisi delle ossa e dei capelli di Torrington indicò che l'uomo «avrebbe sofferto di gravi problemi fisici e mentali provocati dall'avvelenamento da piombo.» Anche se l'autopsia indicava che la causa ultima di morte era stata la polmonite, l'avvelenamento da piombo veniva citato come concausa.
Nel corso della spedizione la squadra visitò un sito distante circa 1 km a nord del luogo in cui si trovano le tombe, per esaminare i resti di centinaia di scatole vuote di cibo gettate via dagli uomini di Franklin. Beattie constatò che le confezioni erano state malamente saldate col piombo, che molto probabilmente era entrato a diretto contatto con il cibo. La pubblicazione delle scoperte della spedizione del 1984 e le fotografie di Torrington, un corpo risalente a 138 anni prima perfettamente conservato dal permafrost della Tundra, ebbero una buona copertura da parte dei media e rinnovarono l'interesse verso la spedizione perduta di Franklin.
Recenti ricerche hanno suggerito che un'altra potenziale fonte dell'intossicazione da piombo potrebbe essere stato il sistema di desalinizzazione dell'acqua in dotazione alle navi, piuttosto che il cibo in scatola. K.T.H. Farrer ha sostenuto che «È impossibile che una persona possa ingerire dal cibo in scatola quella quantità di piombo, 3,3 milligrammi al giorno per otto mesi, necessaria per raggiungere il livello di 80 μg/dL al quale in una persona adulta iniziano a comparire i sintomi dell'avvelenamento, quindi l'idea che il piombo nelle ossa potesse derivare dal cibo ingerito nel corso di pochi mesi, ma anche di tre anni, sembra poco sostenibile.» Inoltre il cibo in scatola era ampiamente usato all'epoca nella Marina britannica, e il suo consumo non aveva causato significativi avvelenamenti da piombo in nessun altro caso. La singolarità della spedizione Franklin era che le navi erano state equipaggiate con motori da locomotiva adattati che richiedevano circa una tonnellata di acqua dolce all'ora per produrre vapore. È molto probabile che, proprio per questo motivo, le navi fossero state dotate di un sistema idraulico particolare che, dati i materiali abitualmente impiegati all'epoca, avrebbero potuto produrre enormi quantità d'acqua con un elevato contenuto di piombo. Anche William Battersby ha sostenuto che quella fu la fonte più probabile per l'elevato livello di piombo osservato nei resti dei membri della spedizione, piuttosto che il cibo in scatola.
Un ulteriore esame delle tombe fu effettuato nel 1986. La procedura venne filmata da una troupe televisiva e mostrata nel documentario Buried in Ice della serie Nova nel 1988. Nonostante le difficili condizioni ambientali, Derek Notman, medico e radiologo della University of Minnesota, e il tecnico radiologo Larry Anderson scattarono diverse lastre dei corpi prima dell'autopsia. All'indagine parteciparono anche Barbara Schweger, esperta di abbigliamento artico, e il patologo Roger Amy.
Beattie e il suo gruppo notarono che qualcun altro aveva tentato prima di loro di riesumare Hartnell. Durante il tentativo il coperchio della bara era stato danneggiato con un piccone, inoltre mancava la placca sopra la cassa. Successive ricerche condotte ad Edmonton mostrarono come Sir Edward Belcher, comandante di una delle spedizioni andate in soccorso di Franklin, nell'ottobre 1852 avesse ordinato la riesumazione di Hartnell, ma l'operazione non fosse riuscita per la durezza del permafrost. Un mese dopo Edward A. Inglefield, comandante di un'altra spedizione di soccorso, era riuscito a riesumare il corpo e aveva rimosso la targa della bara.
A differenza della tomba di Hartnell, quella del soldato William Braine era sostanzialmente intatta. Quando l'uomo venne riesumato, gli esaminatori notarono che la sua sepoltura era stata fatta in maniera frettolosa. Le braccia, il corpo e la testa non erano stati sistemati con cura nel sarcofago e una delle maglie che indossava era infilata a rovescio. La bara sembrava di dimensioni troppo piccole per contenerlo e il coperchio, che era decorato con una placca di rame con il suo nome e altri dati personali, gli schiacciava il naso.

### Gli scavi sul sito NgLj-2 (1992)
Nel 1992, una squadra di archeologi e antropologi forensi individuò un sito, che denominarono NgLj-2, sulla costa occidentale dell'isola di Re Guglielmo. Il sito corrisponde alle descrizioni fatte da Leopold McClintock di quello in cui ritrovò la scialuppa di salvataggio. Gli scavi effettuati in loco portarono alla luce 400 tra ossa e frammenti di ossa, oltre a manufatti che vanno dai pezzi di pipe d'argilla a bottoni e accessori d'ottone. L'esame delle ossa effettuato da Anne Keenleyside, la scienziata forense del gruppo, mostrarono elevati livelli di piombo e molti segni di scalfitture «compatibili con la scarnificazione.» Sulla base delle scoperte di questa spedizione è stato diffusamente accettato il fatto che almeno alcuni gruppi degli uomini di Franklin, giunti allo stremo delle forze, siano ricorsi al cannibalismo.

### Le ricerche dei relitti (1992-93)
Nel 1992 David C. Woodman, con l'aiuto dell'esperto di magnetometri Brad Nelson, organizzò il Progetto Ootjoolik per cercare il relitto che le testimonianze degli Inuit affermavano giacere al largo della penisola di Adelaide. Si servirono di due velivoli, uno fornito dal National Research Council e l'altro dalle forze aeree canadesi, entrambi equipaggiati con un magnetometro, ai quali fecero perlustrare una vasta area ad ovest del Capo Grant da un'altezza di 200 metri. Furono rilevati più di 60 oggetti magneticamente sensibili, cinque dei quali sembravano rispondere molto precisamente alle caratteristiche che ci si aspettava avessero le navi di Franklin.
Nel 1993 il dottor Joe Mcinnis e Woodman tentarono di identificare i ritrovamenti più promettenti dell'anno precedente. Noleggiato un aeroplano, atterrarono sul ghiaccio in tre dei siti, praticarono in ciascuno un buco attraverso la calotta e calarono un piccolo sonar a scansione a settore per cercare di ottenere delle immagini del fondale. Tuttavia, a causa del viaggio turbolento e delle condizioni del ghiaccio, non fu possibile identificare con precisione il posizionamento dei fori, e inoltre non venne trovato nulla di interessante. L'unica informazione insolita fu che i luoghi che collimavano con le descrizioni Inuit del naufragio presentavano profondità fino ad allora sconosciute.

### Ricerche sull'isola di Re Guglielmo (1994-95)
Nel 1994 Woodman organizzò e diresse una ricerca nella zona tra Capo Collinson e l'attuale Victory point (nel territorio di Nunavut) per cercare le "tombe" di cui il cacciatore Inuit Supunger aveva parlato nella sua testimonianza. Una squadra di dieci persone si impegnò nella ricerca per dieci giorni, supportata finanziariamente dalla Canadian Geographical Society e seguita dalle telecamere della trasmissione Focus North della CBC, ma delle tombe non si trovò traccia.
Nel 1995 venne organizzata una spedizione congiunta da Woodman, George Hobson e l'avventuriero statunitense Stephen Trafton, che giunti sul posto si dedicarono a ricerche separatamente. Il gruppo di Hobson, accompagnato dall'archeologa Margaret Bertulli, indagò sull'accampamento estivo trovato a poche miglia a sud di Capo Felix, dove erano stati trovati alcuni resti di scarso rilievo della spedizione. Woodman invece, con due compagni, si diresse a sud dalla Baia di Wall fino al Victory Point cercando di scoprire tutti gli accampamenti che probabilmente erano stati piantati lungo quella costa; trovò però solo alcune scatole di cibo arrugginite e un accampamento fino ad allora sconosciuto nei pressi del Capo Maria Louisa.

### Ulteriori ricerche dei relitti (1997-2016)
Nel 1997, in occasione del centocinquantennale della missione di Franklin, venne organizzata dalla società cinematografica Eco-Nova una spedizione che si proponeva di impiegare il sonar per indagare meglio sui siti individuati con il magnetometro nel 1992. Il capo della squadra di archeologi era Robert Grenier, assistito da Margaret Bertulli, mentre Woodman fu nuovamente lo storico della spedizione e coordinatore delle ricerche. Le ricerche vennero effettuate a bordo del rompighiaccio della Guardia Costiera Canadese Laurier. Vennero pattugliati circa 40 km² nei pressi dell'Isola Kirkwall, senza risultato. Quando alcuni gruppi di ricerca distaccati trovarono resti della Spedizione di Franklin, soprattutto lamiere di rame e piccoli oggetti, sulle spiagge di alcuni isolotti a nord dell'Isola O'Reilly, le ricerche vennero spostate in quella zona ma il maltempo impedì di ottenere risultati significativi prima del termine della missione. Sulla spedizione venne prodotto dalla Eco-Nova un documentario, Oceans of Mystery: Search for the Lost Fleet.
Nel 2000 James P. Delgado, del Vancouver Maritime Museum organizzò una rievocazione dello storico viaggio a ovest della nave St. Roch attraverso il passaggio a Nordovest a bordo del catamarano Nadon, assistito dal tender Simon Fraser. Sapendo che il ghiaccio avrebbe potuto ritardare il transito nella zona dell'Isola di Re Guglielmo, Delgado offrì ai suoi amici Hobson e Woodman di impiegare il sonar del Nadon per esplorare i fondali della zona a nord dell'Isola Kirkwall, ma anch'egli non ottenne risultati.
Nel 2001, 2002 e 2004 Woodman organizzò altre tre spedizioni per cercare i relitti delle navi di Franklin mappando i fondali con il magnetometro. I magnetometri vennero montati su slitte e portati sul pack per completare la perlustrazione della zona a nord dell'Isola Kirkwall (2001) ed esplorare completamente la zona dell'Isola O'Reilly (2002 e 2004). Tutti gli oggetti magneticamente più interessanti ritrovati vennero poi identificati dal sonar come di origine naturale. Durante le ricerche, nel 2002 e 2004, su un'isoletta a nord-est dell'Isola O'Reilly vennero ritrovati alcuni piccoli manufatti attribuibili alla Spedizione Franklin e i tipici resti di un accampamento di esploratori.
Il 25 luglio 2010 fu ritrovata la HMS Investigator, una nave mercantile rimasta imprigionata nel ghiaccio e abbandonata dall'equipaggio durante una ricerca della spedizione di Franklin condotta nel 1853. La nave fu ritrovata in acque basse presso la Mercy Bay, lungo la costa settentrionale dell'Isola di Banks. La squadra di Parks Canada riferì che era in buone condizioni, in posizione verticale sotto circa 11 metri di acqua.
Il relitto dell'Erebus è stato infine trovato il giorno 11 settembre 2014 da una spedizione del National Geographic, in posizione verticale a 12 metri di profondità in buono stato di conservazione. Ispezioni condotte con ROV automatici all'interno hanno portato alla luce numerosi reperti che hanno permesso un'identificazione sicura del relitto.
Nei primi giorni di settembre del 2016 è stato annunciato il ritrovamento del relitto della Terror nella Terror Bay, una piccola insenatura dell'isola di Re Guglielmo, a più di 50 chilometri di distanza dalla Erebus, alle coordinate 68°54′13″N 98°56′18″W. La nave, in perfetto stato, si trova a pochi metri di profondità tant'è vero che la localizzazione è stata possibile attraverso le testimonianze di alcuni Inuit riguardo alla cima dell'albero principale che emergerebbe periodicamente dalle acque. Le foto subacquee mostrarono intatta l'intera struttura, in particolare la campana di bordo e la ruota del timone.

### Conclusioni scientifiche
Le ricerche, gli scavi e le esumazioni del progetto FEFAP si sono protratte per più di dieci anni. Il risultato degli studi sui manufatti e sui resti umani trovati sull'isola di Re Guglielmo e sull'isola di Beechey hanno mostrato come gli uomini sepolti sull'Isola di Beechey siano probabilmente morti di polmonite e forse di tubercolosi, possibilità suggerita dalle tracce del morbo di Pott sul corpo di Braine. Le analisi tossicologiche evidenziano l'avvelenamento da piombo come probabile concausa. Tagli di lama trovati sulle ossa di alcuni uomini sono stati interpretati come segni di cannibalismo. Le prove raccolte suggeriscono che una combinazione di freddo, fame e malattie, tra cui scorbuto, polmonite e tubercolosi, situazione aggravata dall'avvelenamento da piombo, abbia finito per uccidere tutti i membri della spedizione di Franklin.

## Altri fattori
La scelta di Franklin di passare per la costa occidentale dell'isola di Re Guglielmo condusse la Erebus e la Terror in una zona dove non sempre i ghiacci si sciolgono durante la breve estate, mentre la via che passa ad est dell'isola si libera regolarmente e venne in seguito usata da Roald Amundsen nel suo riuscito attraversamento del passaggio a nord-ovest. La spedizione di Franklin, intrappolata nel ghiaccio per due anni nello Stretto di Victoria, era una spedizione marittima, non equipaggiata né addestrata per viaggiare via terra. Alcuni membri dell'equipaggio che si misero in cammino verso sud portarono con sé molte cose che non servivano a nulla nella loro situazione. McClintock trovò nelle scialuppe una gran quantità di oggetti che definì «Un semplice accumulo di peso morto, di scarsissima utilità, e che molto probabilmente fiaccò le forze degli uomini che trascinavano le scialuppe.» Inoltre fattori culturali potrebbero aver trattenuto gli uomini dal cercare aiuto al più presto possibile presso gli Inuit e dall'adottare le loro tecniche di sopravvivenza.

## Eredità storica
La conseguenza più significativa della Spedizione di Franklin fu la mappatura, da parte delle spedizioni successive inviate alla ricerca degli uomini scomparsi, di molte centinaia di chilometri di coste fino ad allora sconosciute. Come notò Richard Cyriax, «La scomparsa della spedizione probabilmente ha portato maggiori conoscenze geografiche di quante ne avrebbe portate se fosse rientrata con successo.» Allo stesso tempo contribuì in buona misura a calmare la passione dell'Ammiragliato per l'esplorazione artica. Passarono diversi anni prima che venisse organizzata la Spedizione di Nares, e quando Nares dichiarò che non esisteva alcun passaggio attraverso il Polo nord, le sue parole rappresentarono la fine del coinvolgimento della Marina Britannica nell'esplorazione artica, ovvero la fine di un'era in cui tali imprese erano diffusamente valutate dall'opinione pubblica britannica un valido modo di investire risorse sia umane che finanziarie. La scoperta del vero passaggio fatta da Roald Amundsen con la spedizione del 1903-05 a bordo del Gjøa, mise definitivamente fine alla secolare ricerca del passaggio a nord-ovest.

## Eredità culturale

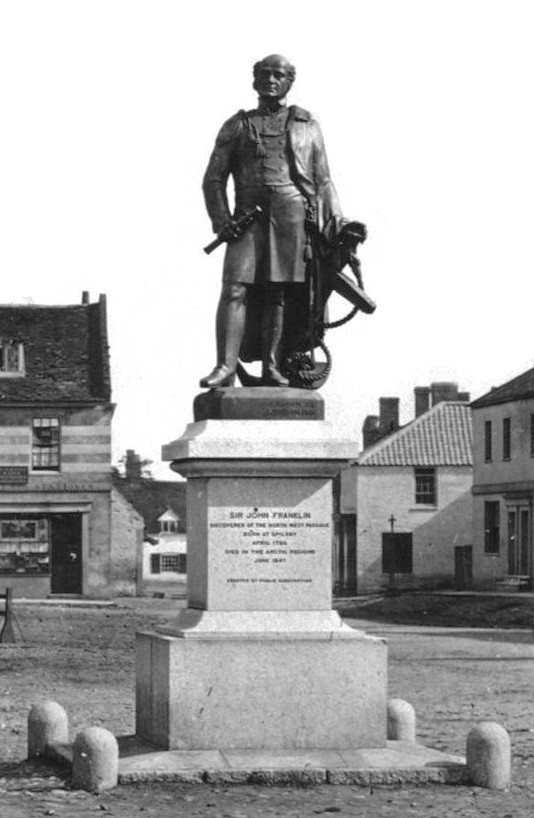
Statua di John Franklin nella sua città natale di Spilsby, Lincolnshire, Inghilterra

Dopo la scomparsa della spedizione Franklin, per anni i media vittoriani ritrassero Franklin come l'eroe che aveva condotto i propri uomini alla ricerca del passaggio a nord-ovest. Una sua statua eretta nella sua città natale reca l'iscrizione «Sir John Franklin - Scopritore del Passaggio a Nord-ovest» e le statue di Franklin poste all'esterno dell'Athenaeum Club a Londra e in Tasmania riportano iscrizioni simili. Nonostante la fine della spedizione e la possibilità che si fossero verificati casi di cannibalismo fossero state ampiamente riportate e discusse, la reputazione di Franklin presso il pubblico vittoriano rimase intatta. La spedizione fu il soggetto di numerosi saggi, tra cui due libri di Ken McGoogan, Fatal Passage e Lady Franklin's Revenge.
In memoria della spedizione perduta una delle suddivisioni territoriali dei Territori del Nord-Ovest canadesi venne chiamato Distretto di Franklin: comprendente le isole dell'alto Artico. Tale suddivisione è stata abolita quando i territori sono stati separati nel 1999.
Nel 2009 è stato ridedicato a Franklin un monumento nazionale presso l'Old Royal Naval College. Sempre nel College è presente un obelisco dedicato a Joseph René Bellot, esploratore francese morto nel 1853 in una delle prime missioni di ricerca della spedizione.

### La spedizione nella letteratura e nelle arti
Dal 1850 ad oggi, la spedizione perduta di Franklin ha ispirato numerose opere letterarie. Tra le prime il dramma teatrale The Frozen Deep, scritto da Wilkie Collins in collaborazione con Charles Dickens. L'opera andò in scena all'inizio del 1857 alla Tavistock House per un pubblico selezionato, oltre che alla Royal Gallery of Illustration (dove venne organizzata anche una rappresentazione speciale per la Regina Vittoria). Rappresentazioni aperte al pubblico andarono in scena alla Manchester Trade Union Hall. La notizia della morte di Franklin giunta nel 1859 ispirò diverse poesie, tra cui una di Algernon Swinburne.

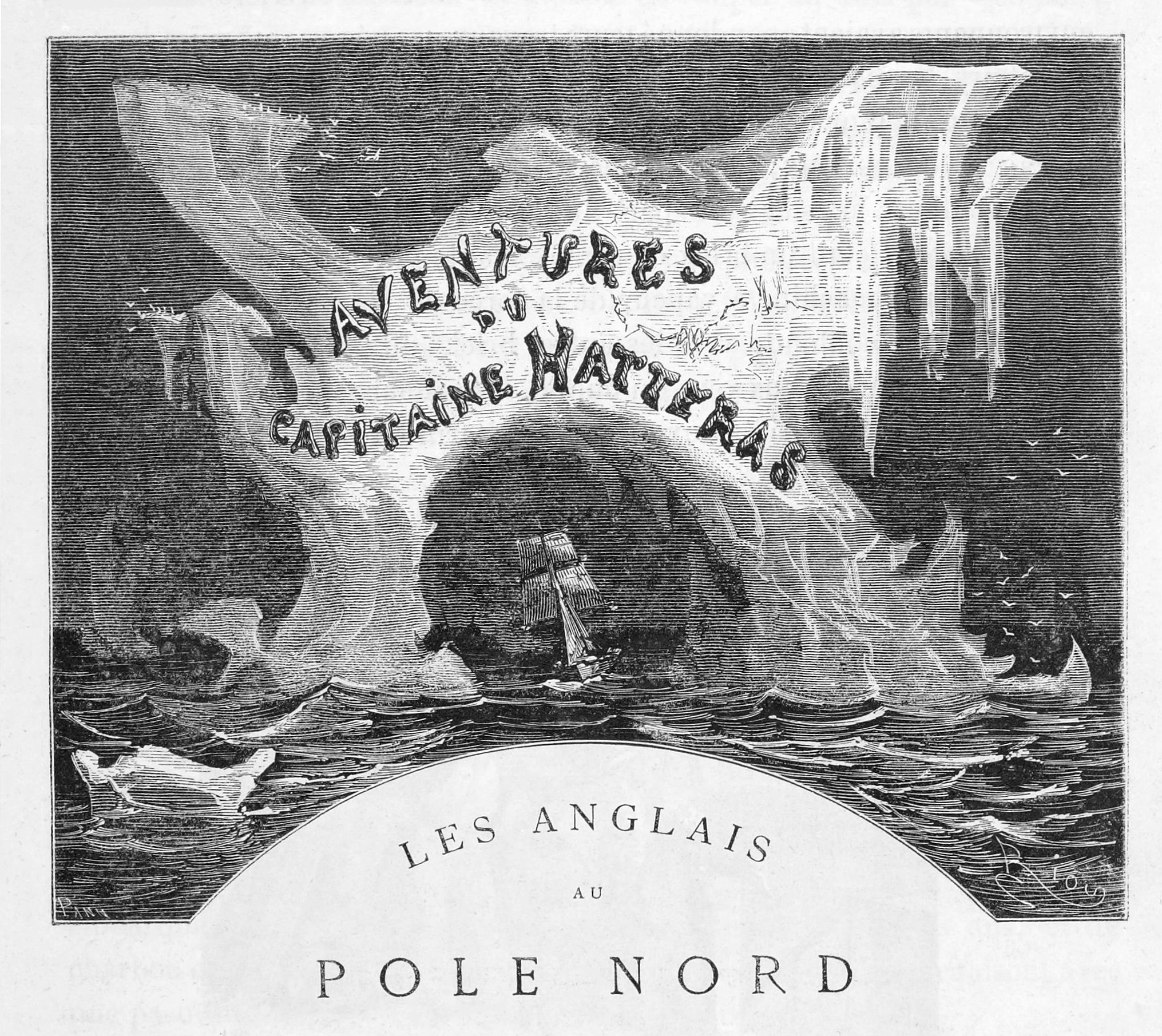
Illustrazione di Édouard Riou per la copertina di Le avventure del capitano Hatteras di Jules Verne.

Tra le prime opere letterarie ispirate alla spedizione perduta di Franklin c'è Le avventure del capitano Hatteras di Jules Verne (1866), in cui il protagonista del romanzo cerca di seguire le tracce di Franklin e finisce per scoprire che il Polo Nord è dominato da un enorme vulcano. Die Entdeckung der Langsamkeit del romanziere tedesco Sten Nadolny (1983) tratta l'intera vita di Franklin, affrontando solo brevemente la sua ultima spedizione. Tra le altre opere letterarie di recente data che hanno affrontato il tema, si ricordano Solomon Gursky è stato qui di Mordecai Richler, The Rifles di William T. Vollmann (1994), North With Franklin: The Journals of James Fitzjames di John Wilson (1999) e La scomparsa dell'Erebus, di Dan Simmons (2007). Anche il romanzo di Clive Cussler Morsa di ghiaccio ha la sorte della Spedizione Franklin come elemento portante della trama.
La Spedizione perduta di Franklin è stata fonte di ispirazione anche in ambito musicale, a partire dalla ballata Lady Franklin's Lament (nota anche come Lord Franklin) che, creata negli anni cinquanta del XIX secolo, è stata in seguito interpretata e incisa da dozzine di artisti, tra cui Martin Carthy, Pentangle, Sinéad O'Connor, i Pearlfishers, John Walsh e Angelo Branduardi. Altre canzoni ispirate a Franklin sono I'm Already There dei Fairport Convention e Frozen Man di James Taylor (basata sulle fotografie del corpo di John Torrington scattate da Beattie).

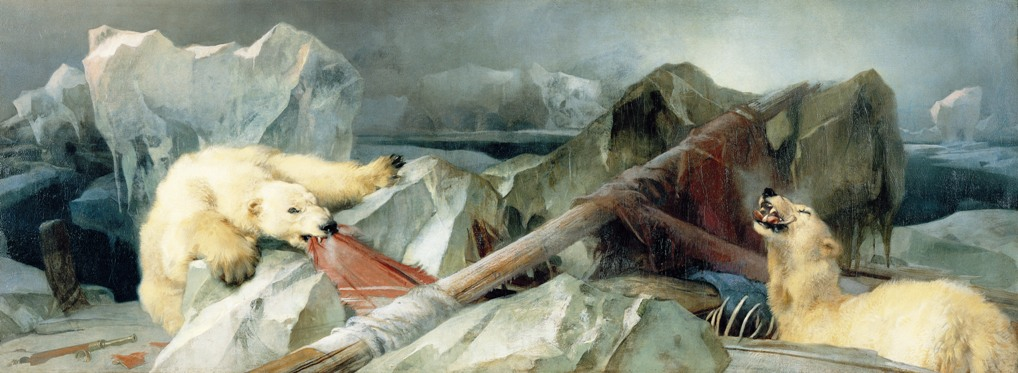
L'uomo propone, Dio dispone di Sir Edwin Landseer, 1864.

L'influenza della Spedizione di Franklin è stata particolarmente significativa sulla letteratura canadese. Tra le più note ballate contemporanee dedicate a Franklin si ricorda Northwest Passage del cantautore folk dell'Ontario Stan Rogers (1981) considerata una sorta di inno nazionale canadese ufficioso. Anche la celebre scrittrice canadese Margaret Atwood ha parlato della spedizione perduta di Franklin come di una sorta di leggenda nazionale canadese.
Nell'ambito delle arti visive, la scomparsa della Spedizione di Franklin ha ispirato la realizzazione di numerosi dipinti, sia negli Stati Uniti che in Gran Bretagna. Nel 1861 Frederic Edwin Church presentò la sua grande tela The Icebergs; in seguito, nello stesso anno, prima di portare il dipinto in Inghilterra per una mostra, aggiunse l'immagine di un albero di nave spezzato come silente omaggio a Franklin. Nel 1864 L'uomo propone, Dio dispone di Sir Edwin Landseer creò scalpore all'annuale mostra della Royal Academy: il quadro, che ritrae due orsi polari, uno mentre azzanna una bandiera navale a brandelli e l'altro mentre rosicchia una cassa toracica umana, venne visto all'epoca come opera di cattivo gusto ma è rimasto nell'immaginario una delle più potenti visioni del triste destino della spedizione.
Sulla spedizione perduta di Franklin è stata inoltre realizzata nel 2018 una miniserie televisiva, The Terror. La serie è basata sul romanzo del 2007 La scomparsa dell'Erebus (The Terror) di Dan Simmons e attribuisce la scomparsa dell'equipaggio a cause in parte sovrannaturali.
La vicenda delle navi perdute di John Franklin ha ispirato Alla ricerca delle navi perdute, episodio del fumetto italiano Tex pubblicato in quattro puntate tra l'ottobre 2021 e il gennaio 2022.

### Opere citate
- Franklin Saga Deaths: A Mystery Solved?, in National Geographic Magazine, vol. 178, n. 3, 1990.
- (EN) Margaret Atwood, Concerning Franklin and his Gallant Crew, in Strange Things: The Malevolent North in Canadian Literature, Oxford, Clarendon Press, 1995, ISBN 0-19-811976-3.
- (EN) Owen Beattie e John Geiger, Frozen in Time: Unlocking the Secrets of the Franklin Expedition, Saskatoon, Western Producer Prairie Books, 1989  [1987], ISBN 0-88833-303-X.
- John Brown, F.R.G.S. (1860), The North-West Passage and the Plans for the Search for Sir John Franklin: A Review with maps, &c., Second Edition with a Sequel Including the Voyage of the Fox, London, E. Stanford, 1860.
- Berton, Pierre (1988). The Arctic Grail: The Quest for the Northwest Passage and The North Pole, 1818-1909. Toronto: McLelland & Stewart. ISBN 0-7710-1266-7.
- (EN) Scott Cookman, Iceblink: The Tragic Fate of Sir John Franklin's Lost Polar Expedition, New York, John Wiley & Sons, 2000, ISBN 0-471-37790-2.
- (EN) Richard Cyriax, Sir John Franklin's last Arctic expedition; a chapter in the history of the Royal Navy, London, Methuen & Co., 1939.
- Klutschak, Heinrich; Barr, William (1989). Overland to Starvation Cove. Toronto: University of Toronto Press. ISBN 0-8020-5762-4.
- Potter, Russell (2007). Arctic Spectacles: The Frozen North in Visual Culture. Seattle: The University of Washington Press. ISBN 978-0-295-98680-7.
- (EN) Martin Sandler, Resolute: The Epic Search for the Northwest Passage and John Franklin, and the Discovery of the Queen's Ghost Ship, New York, Sterling Publishing Co., 2006, ISBN 978-1-4027-4085-5.
- (EN) Ann Savours, The Search for the North West Passage, New York, St. Martin's Press, 1999, ISBN 0-312-22372-2.
- Schwatka, Frederick (1965). The Long Arctic Search. Ed. Edouard A. Stackpole. New Bedford, Mass.: Reynolds-DeWalt.

### Letture consigliate
- Beardsley, Martin (2002). Deadly Winter: The Life of Sir John Franklin. London: Chatham Publishing. ISBN 1-86176-187-2.
- Coleman, E.C. (2006). History of the Royal Navy and Polar Exploration: From Franklin to Scott: Vol. 2. Tempus Publishing. ISBN 978-0-7524-4207-5.
- Francis Leopold McClintock (1860). The Voyage of the Fox in the Arctic Seas: A Narrative of the Discovery of the Fate of Sir John Franklin and His Companions. Boston: Ticknor and Fields.
- McGoogan, Ken (2002). Fatal Passage: The True Story of John Rae, the Arctic Hero Time Forgot. New York: Carroll & Graf Publishers. ISBN 0-7867-0993-6
- McGoogan, Ken (2005). Lady Franklin's Revenge: A True Story of Ambition, Obsession and the Remaking of Arctic History. Toronto: HarperCollins. ISBN 978-0002006712.
- Mirsky, Jeannette (1970). To the Arctic! The Story of Northern Exploration from Earliest Times, ISBN 0-226-53179-1.
- Murphy, David (2004). The Arctic Fox: Francis Leopold McClintock. Toronto: Dundurn Press, ISBN 1-55002-523-6.
- Poulsom, Neville W., and Myers, J.A.L. (2000). British Polar Exploration and Research; a Historical and Medallic Record with Biographies 1818-1999. (London: Savannah). ISBN 978-1-902366-05-0.
- Simmons, Dan (2007). The Terror. Armonk: Little, Brown and Company. ISBN 0-316-01744-2.
- Woodman, David C. (1995). Strangers Among Us. Montréal: McGill-Queen's University Press. ISBN 0-7735-1348-5.
- Woodman, David C. (1992). Unravelling the Franklin Mystery: Inuit Testimony. Montréal: McGill-Queen's University Press. ISBN 0-7735-0936-4.
- Ferdinand de Lanoye (1860), Sir John Franklin et ses compagnons, Le Tour du Monde, Volume 1, pp. 17-28 (presente su Wikisource).